# 陈官权
陈官权（1940年9月—），男，重庆沙坪坝人，中华人民共和国政治人物，曾任中共黔江地委书记，中共四川省委统战部部长，四川省政协副主席，第九届全国政协委员。